# Królewska Konna
Kajko i Kokosz Nowe przygody - Królewska Konna – oficjalna kontynuacja komiksu Janusza Christy Kajko i Kokosz, trzecia tom po Obłędzie Hegemona i Łamignacie Straszliwym, zarazem pierwszy album w serii, który nie jest zbiorem krótkich historii, ale zawiera jedną długą historię, będąc tym samym pierwszym pełnometrażowym albumem Kajka i Kokosza od 30 lat. Za scenariusz odpowiadał Maciej Kur, za rysunki Sławomir Kiełbus, a za kolor Piotr Bednarczyk. Album jest pełen odwołań do wcześniejszych tomów i oczek dla starych fanów serii. Fabuła została oparta na niewykorzystanych pomysłach Janusza Christy. Komiks został nominowany do nagrody za komiks roku na festiwalu MFKiG w roku 2019.

## Fabuła
Kajko i Kokosz ratują w lesie tonącą dziewczynę. Okazuje się nią być Salwa - kuzynka kasztelana Mirmiła. Ciąży na niej klątwa i nigdy nie przestaje się śmiać, a na jej głowę czyha łotr zwany Czarnym Kapturem. Kajko i Kokosz zostają wyznaczeni do eskortowania księżniczki, zaś Jaga daje Kajkowi magiczny łuk Samo-cel, który zawsze trafia, gdzie mu się każe. W trakcie wyprawy spotykają Królewską Konną - elitarną jednostkę powołaną do tropienia najbardziej niebezpiecznych przestępców. Kokosz mając dosyć ciągłych misji i uważając, że jest w grodzie traktowany bez należytych honorów postanawia porzucić misję i wstępuje do jednostki. Między przyjaciółmi dochodzi do rozłąki, a sprawy wkrótce komplikują się dla Kajka.